# Copa Chile 1958
La Copa Chile 1958 fue la 1.ª edición del clásico torneo de copa entre clubes de Chile y en el cual participaron clubes de Primera División, de Segunda División y equipos de selecciones comunales. Fue dirigido por la Asociación Central de Fútbol y se disputó como un campeonato de clausura al torneo nacional.
Finalizó el 20 de diciembre de 1958, con el enfrentamiento entre Colo-Colo y Universidad Católica, que terminó con un empate 2-2, marcador que se mantuvo tras jugarse dos períodos complementarios de quince minutos cada uno.
No obstante, Colo-Colo fue declarado campeón, por primera vez en su historia, ya que obtuvo mejor promedio de goles a lo largo del torneo.

## Equipos participantes
Participaron 32 equipos en total: 14 equipos de la Primera División, 10 equipos de la Segunda División,  6 selecciones comunales y 2 equipos del Campeonato Regional.
| División              | Número de equipos |
| --------------------- | ----------------- |
| Primera División      | 14                |
| Segunda División      | 10                |
| Campeonato Regional   | 2                 |
| Selecciones comunales | 6                 |

## Desarrollo

### Primera fase
Los 32 equipos se emparejaron y se enfrentaron en partidos de ida y vuelta, resultando 16 equipos clasificados a la segunda fase.
| 1  | Unión Española       | 1 - 3  | Naval                          | 3 - 0 | 0 - 1 |
| 2  | Green Cross          | 2 - 2  | Fernández Vial                 | 2 - 1 | 0 - 1 |
| 3  | Colo-Colo            | 9 - 2  | Selección de Temuco            | 5 - 1 | 4 - 1 |
| 4  | Santiago Morning     | 10 - 4 | Selección de Valdivia          | 5 - 0 | 5 - 4 |
| 5  | Rangers              | 5 - 2  | Iberia                         | 3 - 1 | 2 - 1 |
| 6  | San Fernando         | 3 - 2  | O'Higgins                      | 2 - 1 | 1 - 1 |
| 7  | Universidad Católica | 8 - 2  | Trasandino                     | 4 - 2 | 4 - 0 |
| 8  | Palestino            | 5 - 4  | Selección de Iquique           | 2 - 1 | 3 - 3 |
| 9  | Deportes La Serena   | 7 - 3  | Selección de Tocopilla         | 2 - 1 | 5 - 2 |
| 10 | Alianza              | 3 - 2  | Santiago Wanderers             | 2 - 1 | 1 - 1 |
| 11 | Everton              | 6 - 2  | Universidad Técnica del Estado | 3 - 1 | 3 - 1 |
| 12 | Unión San Felipe     | 2 - 1  | Magallanes                     | 0 - 1 | 2 - 0 |
| 13 | Audax Italiano       | 7 - 3  | Selección de Osorno            | 3 - 0 | 4 - 3 |
| 14 | San Bernardo Central | 7 - 4  | Ferrobádminton                 | 5 - 2 | 2 - 2 |
| 15 | Unión La Calera      | 3 - 2  | Universidad de Chile           | 2 - 1 | 1 - 1 |
| 16 | San Luis             | 8 - 2  | Selección de Peñaflor          | 6 - 1 | 2 - 1 |

### Segunda fase
En ella, los 16 equipos se emparejaron y jugaron un partido único, resultando ocho equipos clasificados a cuartos de final.
| 1 | Unión Española       | 3 - 2 | Green Cross          |
| 2 | Colo-Colo            | 4 - 3 | Santiago Morning     |
| 3 | Rangers              | 2 - 0 | San Fernando         |
| 4 | Universidad Católica | 5 - 1 | Palestino            |
| 5 | Deportes La Serena   | 3 - 2 | Alianza              |
| 6 | Everton              | 2 - 1 | Unión San Felipe     |
| 7 | Audax Italiano       | 5 - 1 | San Bernardo Central |
| 8 | San Luis             | 2 - 0 | Unión La Calera      |

### Fase final
|  | Cuartos de final     | Cuartos de final     |                            |          | Semifinales            | Semifinales            |  |  | Final                      | Final |
|  |                      |                      |                            |          |                        |                        |  |  |                            |       |
|  |                      |                      |                            |          |                        |                        |  |  |                            |       |
|  |                      |                      |                            |          |                        |                        |  |  |                            |       |
|  | Colo-Colo            | 7                    |                            |          |                        |                        |  |  |                            |       |
|  | Colo-Colo            | 7                    |                            |          |                        |                        |  |  |                            |       |
|  | Unión Española       | 2                    |                            |          |                        |                        |  |  |                            |       |
|  | Unión Española       | 2                    | Colo-Colo                  | 5        |                        |                        |  |  |                            |       |
|  |                      |                      | Colo-Colo                  | 5        |                        |                        |  |  |                            |       |
|  |                      | Everton              | 0                          |          |                        |                        |  |  |                            |       |
|  | Everton              | Everton              | 0                          | 4        |                        |                        |  |  |                            |       |
|  | Everton              |                      | 20 de diciembre - Nacional | 4        |                        |                        |  |  |                            |       |
|  | Deportes La Serena   | 3                    |                            |          |                        |                        |  |  |                            |       |
|  | Deportes La Serena   | 3                    | Colo-Colo                  | 2        |                        |                        |  |  |                            |       |
|  |                      |                      | Colo-Colo                  | 2        |                        |                        |  |  |                            |       |
|  |                      | Universidad Católica | 2                          |          |                        |                        |  |  |                            |       |
|  | Universidad Católica | Universidad Católica | 2                          | 3        |                        |                        |  |  |                            |       |
|  | Universidad Católica |                      |                            | 3        |                        |                        |  |  |                            |       |
|  | Audax Italiano       | 1                    |                            |          |                        |                        |  |  |                            |       |
|  | Audax Italiano       | 1                    | Universidad Católica       | 3        | Tercer y cuarto puesto | Tercer y cuarto puesto |  |  |                            |       |
|  |                      |                      | Universidad Católica       | 3        | Tercer y cuarto puesto | Tercer y cuarto puesto |  |  |                            |       |
|  |                      | San Luis             | 2                          |          |                        |                        |  |  |                            |       |
|  | San Luis             | San Luis             | 2                          | 3        | Everton                | 3                      |  |  |                            |       |
|  | San Luis             |                      |                            | 3        | Everton                | 3                      |  |  |                            |       |
|  | Rangers              | 0                    |                            | San Luis | 1                      |                        |  |  |                            |       |
|  | Rangers              | 0                    |                            |          | 1                      |                        |  |  |                            |       |
|  |                      |                      |                            |          |                        |                        |  |  | 20 de diciembre - Nacional |       |
|  |                      |                      |                            |          |                        |                        |  |  |                            |       |

#### Cuartos de final
| 13 de diciembre de 1958 | Colo-Colo                                                                            | 7:2 | Unión Española   | Estadio Nacional de Santiago, Santiago |  |
|                         | Luis Hernán Álvarez · Enrique Hormazábal · Juan Soto , · Jorge Toro · Mario Moreno , |     | Carranza · Tello |                                        |  |

| 14 de diciembre de 1958 | Universidad Católica | 3:1 | Audax Italiano |  |  |
|                         | Anotado              |     | Óscar Carrasco |  |  |

| 14 de diciembre de 1958 | Deportes La Serena                 | 3:4 | Everton                                                           | Estadio La Portada, La Serena                            |                                                          |
|                         | Juan Carvajal 37', 66' · Pérez 47' |     | Mario Espinoza 27' · Máximo Rolón 35', 81' · Lorenzo González 91' | Asistencia: 3.324 espectadores Árbitro(s): Carlos Robles | Asistencia: 3.324 espectadores Árbitro(s): Carlos Robles |

| 14 de diciembre de 1958 | San Luis | 3:0 | Rangers |  |  |
|                         | Anotado  |     | Anotado |  |  |

#### Semifinales
| 17 de diciembre de 1958 | Colo-Colo                                                                                      | 5:0 | Everton | Estadio Nacional de Santiago, Santiago |  |
|                         | Mario Moreno · Enrique Hormazábal · Juan Soto · Luis Hernán Álvarez · Fernándo Córdova ( autg) |     | Anotado |                                        |  |

|  | Universidad Católica | 3:2 | San Luis |  |  |
|  | Anotado              |     | Anotado  |  |  |

#### Tercer lugar
El partido se celebró el 20 de diciembre de 1958 en el Estadio Nacional, como preliminar a la final de ese mismo día.
| 20 de diciembre de 1958 | Everton                                                      | 3:1 | San Luis | Estadio Nacional, Santiago de Chile                    |                                                        |
|                         | Antonio Morales 51' · Máximo Rolón 80' · Fernando Sierra 84' |     | Ortiz 5' | Asistencia: 22.752 espectadores Árbitro(s): D. Morales | Asistencia: 22.752 espectadores Árbitro(s): D. Morales |

## Final
Pese a empatar 2-2 en el partido final, Colo-Colo se coronó campeón por mejor promedio de goles o goal average durante el torneo: Colo-Colo anotó 27 goles y le marcaron 9 goles, obteniendo un promedio de 3, mientras que Universidad Católica marcó 21 y le marcaron 8, obteniendo un promedio de 2,63.
|       | POR   | Misael Escuti       |  |
|       | DEF   | Caupolicán Peña     |  |
|       | DEF   | Fernando Navarro    |  |
|       | DEF   | Carlos Soto         |  |
|       | MED   | Mario Ortiz         |  |
|       | MED   | Hernán Rodríguez    |  |
|       | DEL   | Mario Moreno        |  |
|       | DEL   | Enrique Hormazábal  |  |
|       | DEL   | Juan Soto           |  |
|       | DEL   | Luis Hernán Álvarez |  |
|       | DEL   | Jorge Toro          |  |
| D. T. | D. T. | Hugo Tassara        |  |

|       | POR   | Sergio Livingstone    |  |
|       | DEF   | Enrique Jorquera      |  |
|       | DEF   | Fernando Roldán       |  |
|       | DEF   | Claudio Molina        |  |
|       | MED   | Washington Villarroel |  |
|       | MED   | Jorge Luco            |  |
|       | DEL   | Osvaldo Pesce         |  |
|       | DEL   | Sergio Espinoza       |  |
|       | DEL   | Adolfo Godoy          |  |
|       | DEL   | Juan Carlos Lezcano   |  |
|       | DEL   | Mario Soto            |  |
| D. T. | D. T. | Alberto Buccicardi    |  |

| 6' · 69' | Luis Hernán Álvarez Mario Moreno | 1-0 2-1 |

| 15' · 77' | Mario Soto | 1-1 2-2 |

| Principal | Sergio Julio |

|       | POR   | Misael Escuti       |  |
|       | DEF   | Caupolicán Peña     |  |
|       | DEF   | Fernando Navarro    |  |
|       | DEF   | Carlos Soto         |  |
|       | MED   | Mario Ortiz         |  |
|       | MED   | Hernán Rodríguez    |  |
|       | DEL   | Mario Moreno        |  |
|       | DEL   | Enrique Hormazábal  |  |
|       | DEL   | Juan Soto           |  |
|       | DEL   | Luis Hernán Álvarez |  |
|       | DEL   | Jorge Toro          |  |
| D. T. | D. T. | Hugo Tassara        |  |

|       | POR   | Sergio Livingstone    |  |
|       | DEF   | Enrique Jorquera      |  |
|       | DEF   | Fernando Roldán       |  |
|       | DEF   | Claudio Molina        |  |
|       | MED   | Washington Villarroel |  |
|       | MED   | Jorge Luco            |  |
|       | DEL   | Osvaldo Pesce         |  |
|       | DEL   | Sergio Espinoza       |  |
|       | DEL   | Adolfo Godoy          |  |
|       | DEL   | Juan Carlos Lezcano   |  |
|       | DEL   | Mario Soto            |  |
| D. T. | D. T. | Alberto Buccicardi    |  |

| 6' · 69' | Luis Hernán Álvarez Mario Moreno | 1-0 2-1 |

| 15' · 77' | Mario Soto | 1-1 2-2 |

| Principal | Sergio Julio |

|       | POR   | Misael Escuti       |  |
|       | DEF   | Caupolicán Peña     |  |
|       | DEF   | Fernando Navarro    |  |
|       | DEF   | Carlos Soto         |  |
|       | MED   | Mario Ortiz         |  |
|       | MED   | Hernán Rodríguez    |  |
|       | DEL   | Mario Moreno        |  |
|       | DEL   | Enrique Hormazábal  |  |
|       | DEL   | Juan Soto           |  |
|       | DEL   | Luis Hernán Álvarez |  |
|       | DEL   | Jorge Toro          |  |
| D. T. | D. T. | Hugo Tassara        |  |

|       | POR   | Sergio Livingstone    |  |
|       | DEF   | Enrique Jorquera      |  |
|       | DEF   | Fernando Roldán       |  |
|       | DEF   | Claudio Molina        |  |
|       | MED   | Washington Villarroel |  |
|       | MED   | Jorge Luco            |  |
|       | DEL   | Osvaldo Pesce         |  |
|       | DEL   | Sergio Espinoza       |  |
|       | DEL   | Adolfo Godoy          |  |
|       | DEL   | Juan Carlos Lezcano   |  |
|       | DEL   | Mario Soto            |  |
| D. T. | D. T. | Alberto Buccicardi    |  |

| 6' · 69' | Luis Hernán Álvarez Mario Moreno | 1-0 2-1 |

| 15' · 77' | Mario Soto | 1-1 2-2 |

| Principal | Sergio Julio |

|       | POR   | Misael Escuti       |  |
|       | DEF   | Caupolicán Peña     |  |
|       | DEF   | Fernando Navarro    |  |
|       | DEF   | Carlos Soto         |  |
|       | MED   | Mario Ortiz         |  |
|       | MED   | Hernán Rodríguez    |  |
|       | DEL   | Mario Moreno        |  |
|       | DEL   | Enrique Hormazábal  |  |
|       | DEL   | Juan Soto           |  |
|       | DEL   | Luis Hernán Álvarez |  |
|       | DEL   | Jorge Toro          |  |
| D. T. | D. T. | Hugo Tassara        |  |

|       | POR   | Sergio Livingstone    |  |
|       | DEF   | Enrique Jorquera      |  |
|       | DEF   | Fernando Roldán       |  |
|       | DEF   | Claudio Molina        |  |
|       | MED   | Washington Villarroel |  |
|       | MED   | Jorge Luco            |  |
|       | DEL   | Osvaldo Pesce         |  |
|       | DEL   | Sergio Espinoza       |  |
|       | DEL   | Adolfo Godoy          |  |
|       | DEL   | Juan Carlos Lezcano   |  |
|       | DEL   | Mario Soto            |  |
| D. T. | D. T. | Alberto Buccicardi    |  |

| 6' · 69' | Luis Hernán Álvarez Mario Moreno | 1-0 2-1 |

| 15' · 77' | Mario Soto | 1-1 2-2 |

| Principal | Sergio Julio |

## Campeón
|                     |
| Colo-Colo 1º título |
|                     |

## Goleadores[2]
| Jugador      | Equipo               | Goles |
| ------------ | -------------------- | ----- |
| Adolfo Godoy | Universidad Católica | 7     |
| Máximo Rolón | Everton              | 7     |